# Zgornja Luša
Zgornja Luša este o localitate din comuna Škofja Loka, Slovenia, cu o populație de 98 de locuitori.